# Il sentiero dell'odio
Pour plus de détails, voir Fiche technique et Distribution.
Il sentiero dell'odio est un film italien réalisé par Sergio Grieco, sorti en 1950.

## Fiche technique
- Titre : Il sentiero dell'odio
- Réalisation : Sergio Grieco
- Scénario : Fabio De Agostini, Michele Majorana, Michele Pescatore, Carlo Veo
- Photographie : Carlo Carlini
- Montage : Enzo Alfonsi
- Musique : Angelo Galletti
- Décors : Carlo Egidi (it)
- Costumes : Anna Gobbi
- Son : Franco Croci
- Producteur :
- Sociétés de production : Compagnia Cinematografica Europea Pannacciò Pedini
- Pays d'origine :  Italie
- Langage : Italien
- Format : Noir et blanc — 35 mm — Son : Mono
- Genre : melodrame
- Durée : 95 minutes (1 h 35)
- Dates de sortie :
  -  Italie : 1950

## Distribution
- Carla Del Poggio: Chiara Spada
- Andrea Checchi: Pietro Pietramala
- Ermanno Randi : Giovanni Mascaro
- Marina Berti: Bella Pietramala
- Piero Lulli : Luigi, dit il Rosso (le Rouge)
- Fosca Freda : Caterina
- Vittorio Duse : Saverio
- Checco Rissone : Michele Pietramala, le père de Pietro
- Renato Malavasi : l'avocat Cundari
- Michele Riccardini : Vincenzo Mascaro, le père de Giovanni
- Maria Zanoli : Rosa Pietramala
- Alessandro Fersen (it) : Carmine Spada, il padre di Chiara
- Aldo De Franchi: Antonio
- Giuseppe Taffarel (it) : Bastiano
- Antonio Nediani: Beppe Mascaro
- Amalia Pellegrini (it) : nonna Angela
- Giacomo Baccini: Salvatore
- Renato Bissi
- Olinto Cristina (it)
- Saverio De Bartoli
- Armando Guarneri
- John Myhers